# Fascio Giovanni Grion 1930-1931
Questa voce raccoglie le informazioni riguardanti il Fascio Giovanni Grion nelle competizioni ufficiali della stagione 1930-1931.

## Rosa
| N. |                   | Ruolo | Calciatore                    |
| -- | ----------------- | ----- | ----------------------------- |
|    | Italia (bandiera) | A     | Bonessi                       |
|    | Italia (bandiera) | A     | Gino Brenco                   |
|    | Italia (bandiera) | A     | Narciso Castro                |
|    | Italia (bandiera) | A     | Francesco Cerdonio            |
|    | Italia (bandiera) | C     | Mario Colussi                 |
|    | Italia (bandiera) | P     | Giacomo Crismanich (Crismani) |
|    | Italia (bandiera) | A     | Giuseppe Curto (I)            |
|    | Italia (bandiera) | C     | Nicolò Curto (II)             |
|    | Italia (bandiera) | C     | Amedeo Defranceschi (I)       |
|    | Italia (bandiera) | C     | Emanuele Depicolzuane (IV)    |
|    | Italia (bandiera) | A     | Angelo Dicovich (Dicovi)      |
|    | Italia (bandiera) | P     | Valerio Dinelli (II)          |
|    | Italia (bandiera) | A     | Carlo Gasperutti              |

| N. |                   | Ruolo | Calciatore                  |
| -- | ----------------- | ----- | --------------------------- |
|    | Italia (bandiera) | A     | Giovanni Luciani            |
|    | Italia (bandiera) | A     | Silvio Marini               |
|    | Italia (bandiera) | C     | Fulvio Maurovich (Mauro)    |
|    | Italia (bandiera) | A     | Marino Nicolich             |
|    | Italia (bandiera) | C     | Ermanno Petronio (I)        |
|    | Italia (bandiera) | D     | Nicolò Poiani               |
|    | Italia (bandiera) | D     | Ferruccio Rocco             |
|    | Italia (bandiera) | A     | Stanek                      |
|    | Italia (bandiera) | A     | Francesco Stocovaz (Stocco) |
|    | Italia (bandiera) | D     | Armando Vatta               |
|    | Italia (bandiera) | C     | Giuseppe Verk (Monti) (II)  |
|    | Italia (bandiera) | C     | Mario Verk (Monti) (I)      |
|    | Italia (bandiera) | C     | Bruno Vucich (Vucini)       |